# Ruperta Charles
Ruperta Charles, född 25 augusti 1962, är en antiguansk och barbudansk friidrottare. Hon deltog vid olympiska sommarspelen 1984.